# Thomas Prosser
Thomas Prosser (15 dicembre 1960) è un ex saltatore con gli sci tedesco occidentale.

## Biografia
Debuttò in campo internazionale in occasione della tappa del Torneo dei quattro trampolini di Oberstdorf del 30 dicembre 1978 (67°). In Coppa del Mondo esordì il 4 gennaio 1980 a Innsbruck (62°) e ottenne l'unico podio il 30 dicembre 1981 a Oberstdorf (3°).
In carriera prese parte a un'edizione dei Campionati mondiali, Oslo 1982 (20° nel trampolino normale).

## Palmarès

### Coppa del Mondo
- Miglior piazzamento in classifica generale: 29º nel 1982
- 1 podio (individuale):
  - 1 terzo posto

#### Torneo dei quattro trampolini
- 1 podio di tappa[1].:
  - 1 terzo posto